# Rodgers Kola
Rodgers Kola (Lusaka, Zambia, 4 de julio de 1989) es un futbolista zambiano que juega como delantero en el Azam FC de la Primera División de Tanzania.

## Clubes
| Club                       | País      | Año             |
| -------------------------- | --------- | --------------- |
| Zanaco F. C.               | Zambia    | 2008            |
| Golden Arrows              | Sudáfrica | 2008-2009       |
| Hapoel Bnei Lod            | Israel    | 2009-2010       |
| Hapoel Ironi Rishon leZion | Israel    | 2010-2011       |
| F. C. Ashdod               | Israel    | 2011-2012       |
| K. A. A. Gante             | Bélgica   | 2012-2013       |
| Kiryat Shmona              | Israel    | 2013-2015       |
| PAE Veria                  | Grecia    | 2015-2016       |
| Hapoel Raanana A. F. C.    | Israel    | 2016-2017       |
| K. A. A. Gante             | Bélgica   | 2017            |
| Zanaco F. C.               | Zambia    | 2018-2021       |
| Azam FC                    | Tanzania  | 2021-actualidad |